# Changing All the Time
Changing All the Time (с англ. — «Постоянно меняются») — второй студийный альбом группы Smokie, выпущенный в сентябре 1975 года.
Первые тиражи альбома были сделаны с оригинальным названием группы Smokey, но в ноябре 1975 года было объявлено, что название будет изменено на Smokie, чтобы избежать путаницы с американским исполнителем Смоки Робинсоном. Все последующие тиражи альбома будут иметь измененное написание.

## Список композиций
| №  | Название                               | Автор(ы)        | Длительность |
| -- | -------------------------------------- | --------------- | ------------ |
| 1. | «Don't Play Your Rock 'n' Roll to Me»  | Чинн, Чепмен    | 3:19         |
| 2. | «If You Think You Know How to Love Me» | Чинн, Чепмен    | 3:27         |
| 3. | «It's Natural»                         | Норман, Спенсер | 2:40         |
| 4. | «Give It to Me»                        | Силсон          | 3:44         |
| 5. | «We're Flyin' High»                    | Чинн, Чепмен    | 3:55         |

| №                   | Название                | Автор(ы)            | Длительность |
| ------------------- | ----------------------- | ------------------- | ------------ |
| 6.                  | «Changing All the Time» | Чинн, Чепмен        | 3:39         |
| 7.                  | «Julia»                 | Норман, Спенсер     | 2:56         |
| 8.                  | «Take Me In»            | Силсон              | 4:23         |
| 9.                  | «Umbrella Day»          | Норман, Спенсер     | 2:49         |
| 10.                 | «Back to Bradford»      | Норман, Спенсер     | 3:33         |
| Общая длительность: | Общая длительность:     | Общая длительность: | 34:20        |

## Участники записи
Smokie
- Крис Норман — ритм-гитара, вокал, акустическая гитара, фортепиано
- Алан Силсон — соло-гитара, акустическая гитара, бэк-вокал, вокал на «Give It to Me»
- Терри Аттли — бас-гитара, бэк-вокал
- Пит Спенсер — ударные, флейта, перкуссия

Технический персонал
- Майк Чепмен — продюсирование
- Никки Чинн — продюсирование
- Фил Дюнс — струнные аранжировки (1, 2, 6 треки)
- Пит Коулман — звукоинженер
- Крис Блэр — мастеринг
- Майкл Росс — дизайн обложки
- Геред Манковиц[англ.] — фотографии

## Чарты и сертификации

### Чарты
| Чарты (1975)                     | Высшая позиция |
| -------------------------------- | -------------- |
| Великобритания (UK Albums Chart) | 18             |
| Германия (Offizielle Top 100)    | 16             |

### Сертификации
| Регион                                                      | Сертификация | Продажи |
| ----------------------------------------------------------- | ------------ | ------- |
| Великобритания (BPI)                                        | Серебряный   | 60 000^ |
| ^ Данные о тиражах приведены только на основе сертификации. |              |         |